# Emmanuel Hostache
Emmanuel Hostache (Grenoble, 18 de julio de 1975–Siegen, 31 de mayo de 2007) fue un deportista francés que compitió en bobsleigh en las modalidades doble y cuádruple. 
Participó en dos Juegos Olímpicos de Invierno, en los años 1998 y 2002, obteniendo una medalla de bronce en Nagano 1998, en la prueba cuádruple (junto con Bruno Mingeon, Éric Le Chanony y Max Robert).
Ganó dos medallas en el Campeonato Mundial de Bobsleigh de 1999 y una medalla de oro en el Campeonato Europeo de Bobsleigh de 2000.

## Palmarés internacional
| Juegos Olímpicos   | Juegos Olímpicos           | Juegos Olímpicos  | Juegos Olímpicos |
| Año                | Lugar                      | Medalla           | Prueba           |
| ------------------ | -------------------------- | ----------------- | ---------------- |
| 1998               | Nagano (Japón)             | Medalla de bronce | Cuádruple        |
| Campeonato Mundial |                            |                   |                  |
| Año                | Lugar                      | Medalla           | Prueba           |
| 1999               | Cortina d'Ampezzo (Italia) | Medalla de oro    | Cuádruple        |
| 1999               | Cortina d'Ampezzo (Italia) | Medalla de bronce | Doble            |
| Campeonato Europeo |                            |                   |                  |
| Año                | Lugar                      | Medalla           | Prueba           |
| 2000               | Cortina d'Ampezzo (Italia) | Medalla de oro    | Cuádruple        |